# Castello Ceconi
Il Castello Ceconi è una villa che sorge a Vito d'Asio, in frazione di Pielungo, costruita da Giacomo Ceconi, impresario edile, arricchitosi con la costruzione di linee ferroviarie durante l'Ottocento.

## Costruzione della villa

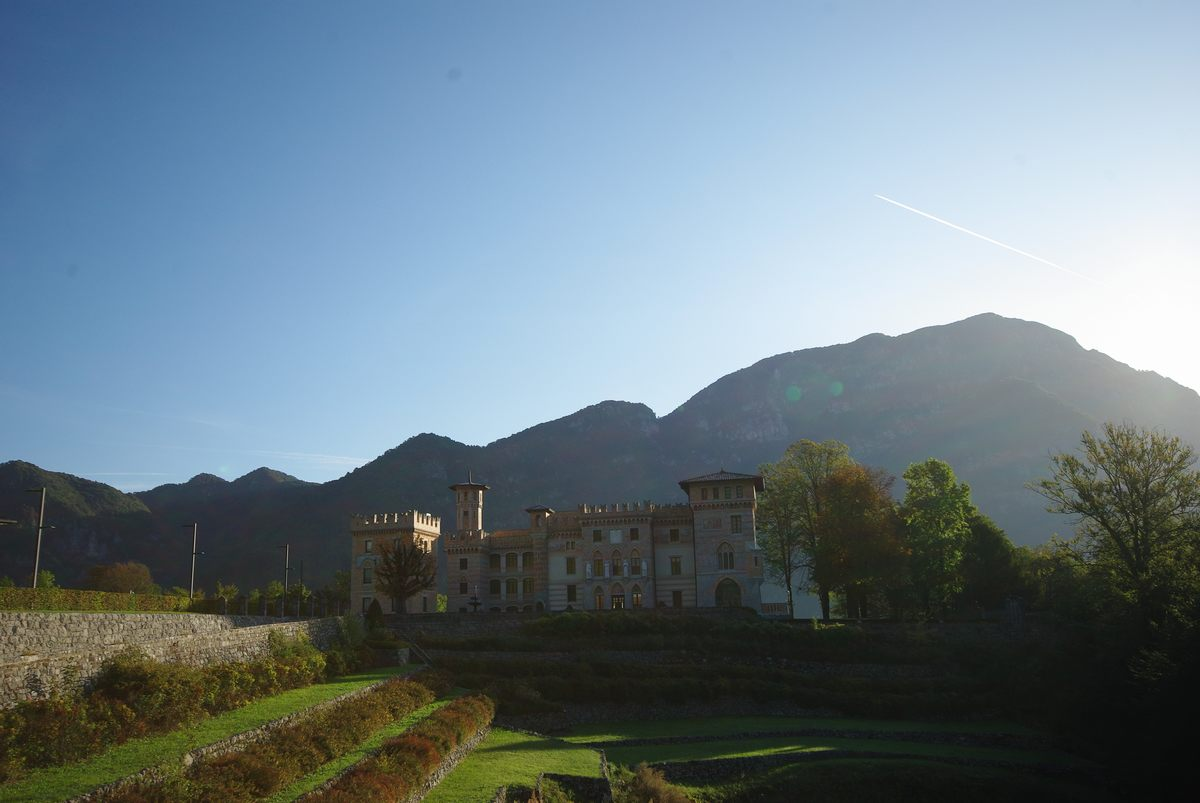
Castello Ceconi

Il conferimento del titolo di conte della Corona d'Italia richiedeva che Giacomo Ceconi erigesse una residenza dalle caratteristiche e dalle proporzioni di un castello. Il Ceconi decise allora di costruire una villa, che avrebbe dovuto tenere legati i suoi discendenti alla natale Pielungo. Per attendere di persona alla progettazione e alla costruzione di tale residenza nobiliare, Giacomo Ceconi si trattenne sempre più frequentemente e per lungo tempo nel suo borgo natio.
(A. Filippuzzi)
Lo dimostrano le statue di quattro poeti: Dante Alighieri, Francesco Petrarca, Ludovico Ariosto e Torquato Tasso, statue erette a decorare la facciata del palazzo.

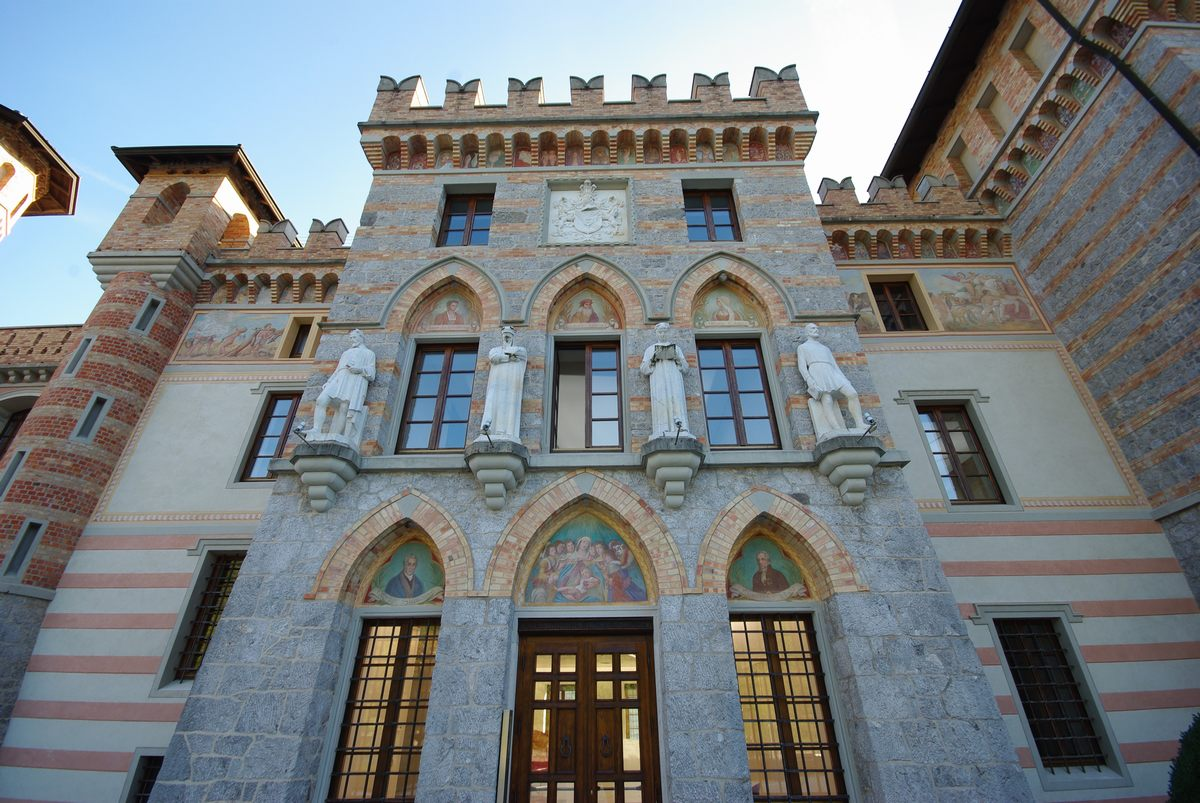
Castello Ceconi

### L'aspetto artistico-architettonico
Il castello Ceconi è un'imponente costruzione neogotica dallo stile eclettico, con venature di liberty e dai riflessi medioevali e rinascimentali. Presenta merlature ghibelline e balconi gotici accanto a finestre rettangolari. I loggiati dalle calde tonalità cromatiche fanno da contrappunto agli affreschi che si snodano lungo le due ali del palazzo e a quelli inseriti nelle lunette dei finestroni gotici. Nelle due lunette delle finestre ai lati dell'ingresso principale, si trovano gli affreschi di George Stephenson (l'inventore della locomotiva) e di Alessandro Volta. Le due personalità geniali e scientifiche affiancano la raffigurazione della Madonna con Bambino, sopra il portale principale. Nell'ordine superiore, sopra le tre finestre del primo piano sono raffigurate Irene di Spilimbergo e Vittoria Colonna. Nella lunetta centrale, tra le due figure femminili trova posto Leonardo da Vinci. Uno degli imponenti torrioni merlati reca l'effigie di Alessandro Manzoni.
Fra le torri la più alta e sottile era stata concepita per accogliere una campana, che aveva la funzione di chiamare a raccolta gli operai. Il piazzale antistante al palazzo si apre fra i boscosi pendii montani. Tale piazzale viene impreziosito da una fontana in cemento, a forma circolare e a due piani concentrici. L'elegante fontana fu oggetto di una contesa tra un alpigiano, un certo Nànol, ed il Conte: l'uomo ottenne il diritto di passaggio nel cortile del castello per portare la propria mandria ad abbeverarsi alla fontana.

### I servizi del castello
Il castello veniva riscaldato a legna, per cui si rendeva necessario il lavoro ininterrotto di un addetto all'alimentazione delle enormi stufe di maiolica, che si trovavano in ogni stanza (il suo nome era Florio). L'illuminazione era invece ad energia elettrica, ricavata dalla centrale fatta costruire dal conte presso il torrente Arzino, ove, attraverso delle tubature a condotta forzata, giungeva l'acqua dell'acquedotto Agaviva. Nei sotterranei del castello vi erano infine dei forni, utilizzati per cuocere i cibi tipici friulani ma anche quelli legati alla tradizione austriaca.
Il Ceconi aveva poi designato una stanza del castello a museo, in cui conservava gelosamente molti oggetti legati alla sua gioventù e al suo lavoro da imprenditore. Tra i tanti cimeli vi erano gli arnesi da muratore usati in gioventù, i disegni dei lavori eseguiti, dediche, medaglie, pergamene, i diplomi ricevuti e anche molti ritratti di maestranze e di ingegneri con i quali aveva collaborato durante la sua lunga carriera.